# Syahiran Miswan
Syahiran Miswan (* 22. Januar  1994 in Singapur), mit vollständigen Namen Muhd Syahiran Bin Mohd Miswan, ist ein singapurischer Fußballspieler.

## Karriere
Syahiran Miswan erlernte das Fußballspielen in der Jugendmannschaft der National Football Academy. Seinen ersten Vertrag unterschrieb er 2013 bei Home United, den heutigen Lion City Sailors. Der Verein spielte in der ersten Liga. In seiner ersten Saison gewann er mit dem Verein den Singapore Cup. Das Endspiel gegen Tanjong Pagar United gewann man mit 4:1. Insgesamt bestritt er 23 Erstligaspiele für den Klub. Am 1. Januar 2017 wechselte er für zwei Jahre zum ebenfalls in der ersten Liga spielenden Hougang United. 2019 stand er beim Ligakonkurrenten Geylang International unter Vertrag. Von Januar 2020 bis Dezember 2021 war er vertrags- und vereinslos. Am 1. Januar 2022 verpflichtete ihn der unterklassige Yishun Sentek Mariners FC.

## Erfolge
Home United
- Singapore Cup: 2013